# Janne Läspä
Janne Läspä, född 2 april 2002, är en finländsk friidrottare som tävlar i spjutkastning.

## Karriär
I juli 2021 vid U20-EM i Talinn slutade Läspä på sjätte plats i spjuttävlingen efter ett kast på 70,10 meter. Följande månad vid U20-VM i Nairobi tog han guld efter ett kast på 76,46 meter. Läspä satte dessutom ett nytt personbästa i kvalet med ett kast på 77,10 meter. I juli 2022 vann han nordisk-baltiska U23-mästerskapen i Malmö efter ett kast på 75,32 meter.

## Tävlingar

### Internationella
| År                   | Tävling                  | Plats                | Placering            | Gren                 | Distans              |
| Tävlande för Finland | Tävlande för Finland     | Tävlande för Finland | Tävlande för Finland | Tävlande för Finland | Tävlande för Finland |
| -------------------- | ------------------------ | -------------------- | -------------------- | -------------------- | -------------------- |
| 2021                 | Junioreuropamästerskapen | Talinn               | 6:e                  | Spjutkastning        | 70,10 m              |
| 2021                 | Juniorvärldsmästerskapen | Nairobi              | 1:a                  | Spjutkastning        | 76,46 m              |

## Personliga rekord
Utomhus
- Spjutkastning – 77,10 m (Nairobi, 18 augusti 2021)[4]